# Pawel Warfolomejewitsch Kusnezow

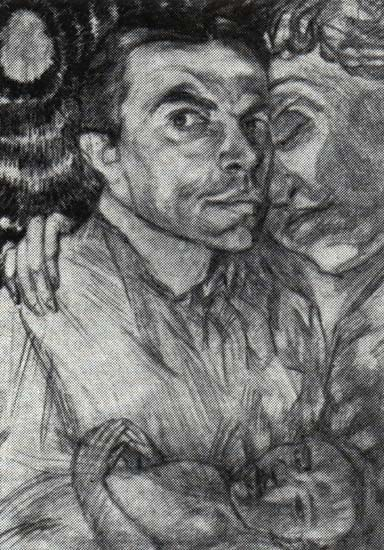
Pawel Warfolomejewitsch Kusnezows Selbstporträt mit Muse (1906)

Pawel Warfolomejewitsch Kusnezow (russisch Павел Варфоломеевич Кузнецов; * 5. Novemberjul. / 17. November 1878greg. in Saratow; † 21. Februar 1968 in Moskau) war ein russisch-sowjetischer Maler, Bühnenbildner und Hochschullehrer.

## Leben
Kusnezow war der Sohn eines Ikonenmalers und Enkel eines Gärtners. Er studierte 1891–1896 in Saratow im Atelier für Malerei und Zeichnen der Gesellschaft der Schönen Künste. Stark beeinflusst wurde er dort wie auch sein Freund und Kommilitone Alexander Matwejew von Wiktor Borissow-Mussatow.
1897 ging Kusnezow nach Moskau und studierte nach glänzend bestandener Aufnahmeprüfung an der Moskauer Hochschule für Malerei, Bildhauerei und Architektur (MUSchWS) zunächst bei Abram Archipow und dann bei Konstantin Korowin und Walentin Serow (Abschluss 1903). Er gehörte zu einem Kreis von Freunden und Gleichgesinnten, die später die Künstlervereinigung Golubaja Rosa (Blaue Rose) gründeten.
1902 näherte sich Kusnezow dem Dichter Waleri Brjussow und den Symbolisten. Kusnezow arbeitete bei den Symbolismus-Zeitschriften Iskusstwo (Kunst) und Solotoje Runo (Goldenes Vlies) mit und schloss sich der Künstlervereinigung Mir Iskusstwa an. Im August 1902 malte Kusnezow mit Kusma Petrow-Wodkin und Pjotr Utkin in Saratow die im Bau befindliche Kirche der Gottesmutter von Kasan aus, wobei sie frei mit den üblichen Traditionen umgingen. Aufgrund der öffentlichen Empörung wurden die Bilder schließlich 1904 entfernt.
1904 organisierte Kusnezow mit anderen die Ausstellung Alaja Rosa (Scharlachrote Rose). Auch nahm er an der Formierung der Blauen Rose teil, die sich schließlich 1907 nach der gleichnamigen Ausstellung gründete. 1906 war er auf Einladung Sergei Djagilews nach Paris gereist. Er besuchte dort Künstlerateliers und stellte seine Werke auf der Ausstellung russischer Kunst aus, worauf er zum Mitglied des Herbstsalons auf Lebenszeit gewählt wurde.
Nach einer Reise in die Wolga-Steppen (1911–1912) und nach Zentralasien (1912–1913) begann eine neue Schaffensperiode Kusnezows. Es entstanden eine Kirgisische Suite und eine Buchara-Serie.
Kusnezow arbeitete auch als Bühnenbildner und wurde durch sein Bühnenbild für die Aufführung der Shakuntala Kalidasas 1914 im Moskauer Kammertheater (Regisseur Alexander Tairow) bekannt.

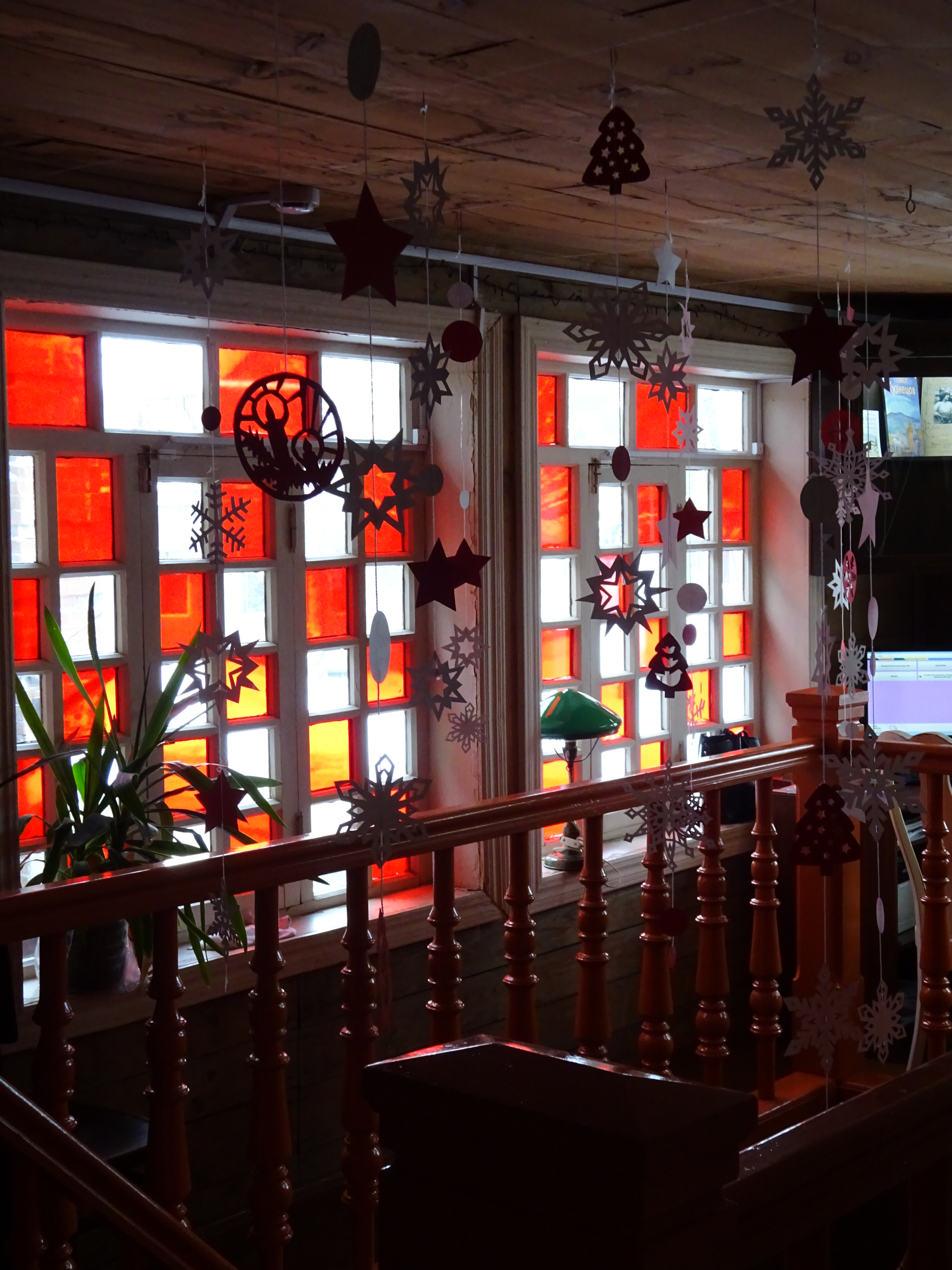
Kusnezow-Museum, Saratow

Nach der Oktoberrevolution beteiligte sich Kusnezow an der Herausgabe der Zeitschrift Put Oswoboschdenija (Weg der Befreiung) und übernahm Lehrtätigkeiten. Er leitete 1919–1924 die Malerei-Sektion in der Kunst-Abteilung des Volkskommissariats für Bildung der RSFSR (Narkompros). Er malte prächtige Porträts seiner Frau Jelena Bebutowa (1921–1922) und gestaltete die Lithografie-Serien Turkestan und Bergiges Buchara (1922–1923). 1923 wurde er mit einer persönlichen Ausstellung zusammen mit seiner Frau vom Narkompros nach Paris geschickt, worauf sie dann als die Pariser Komödianten auftraten. Er war Mitglied der Union Russischer Künstler. Er organisierte die Kunstgesellschaft Tschetyre Iskusstwa (Vier Künste), deren Vorsitzender er 1924–1931 war. Es folgten Reisen auf die Krim, in den Kaukasus (1925–1929) und nach Armenien (1930).
Kusnezow lehrte 1917–1937 an der WChUTEMAS-WChUTEIN und nach dem Deutsch-Sowjetischen Krieg 1945–1948 am Moskauer Kunstinstitut und anderen Instituten. Ein Teil seiner Werke befindet sich im Saratower Radischtschew-Kunstmuseum.
Kusnezow starb in Moskau und wurde auf dem Wwedenskoje-Friedhof begraben.
1974 fand im Saratower Radischtschew-Kunstmuseum eine Ausstellung mit Kusnezows Werken statt. Eine virtuelle Ausstellung zeigt Kusnezows Werke.
Das Haus in Saratow, Uliza Oktjabrskaja 56, in dem Kusnezow lebte und arbeitete, ist jetzt das Kusnezow-Museum.

## Ehrungen
- Verdienter Künstler der RSFSR (1928)[3]

## Werke

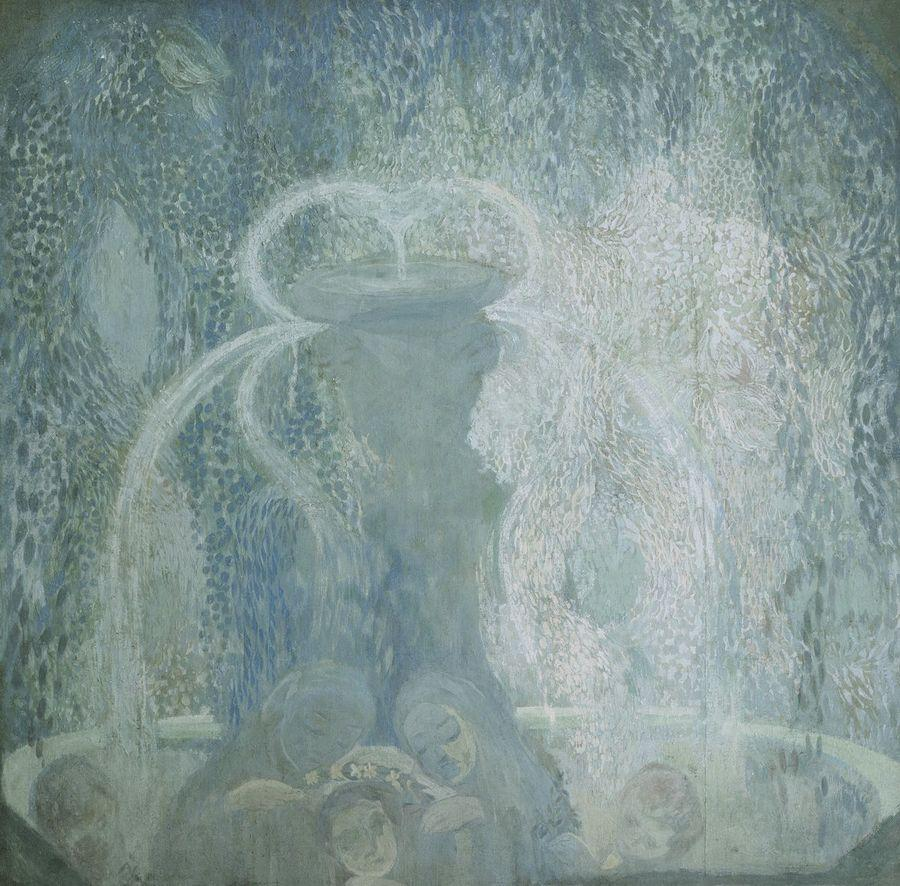
Blauer Brunnen (1905, Tretjakow-Galerie)
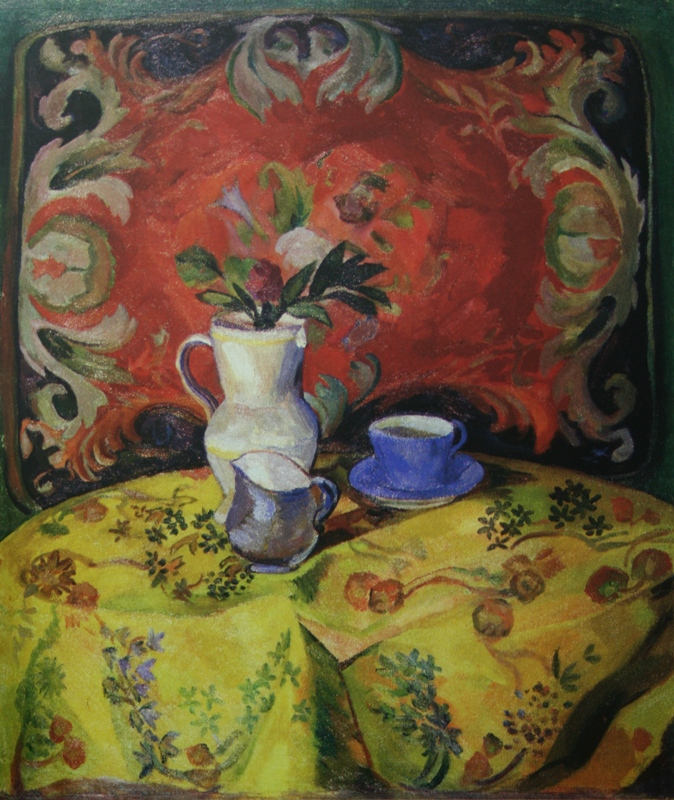
Stillleben (1912, Nationalgalerie der Republik Komi)
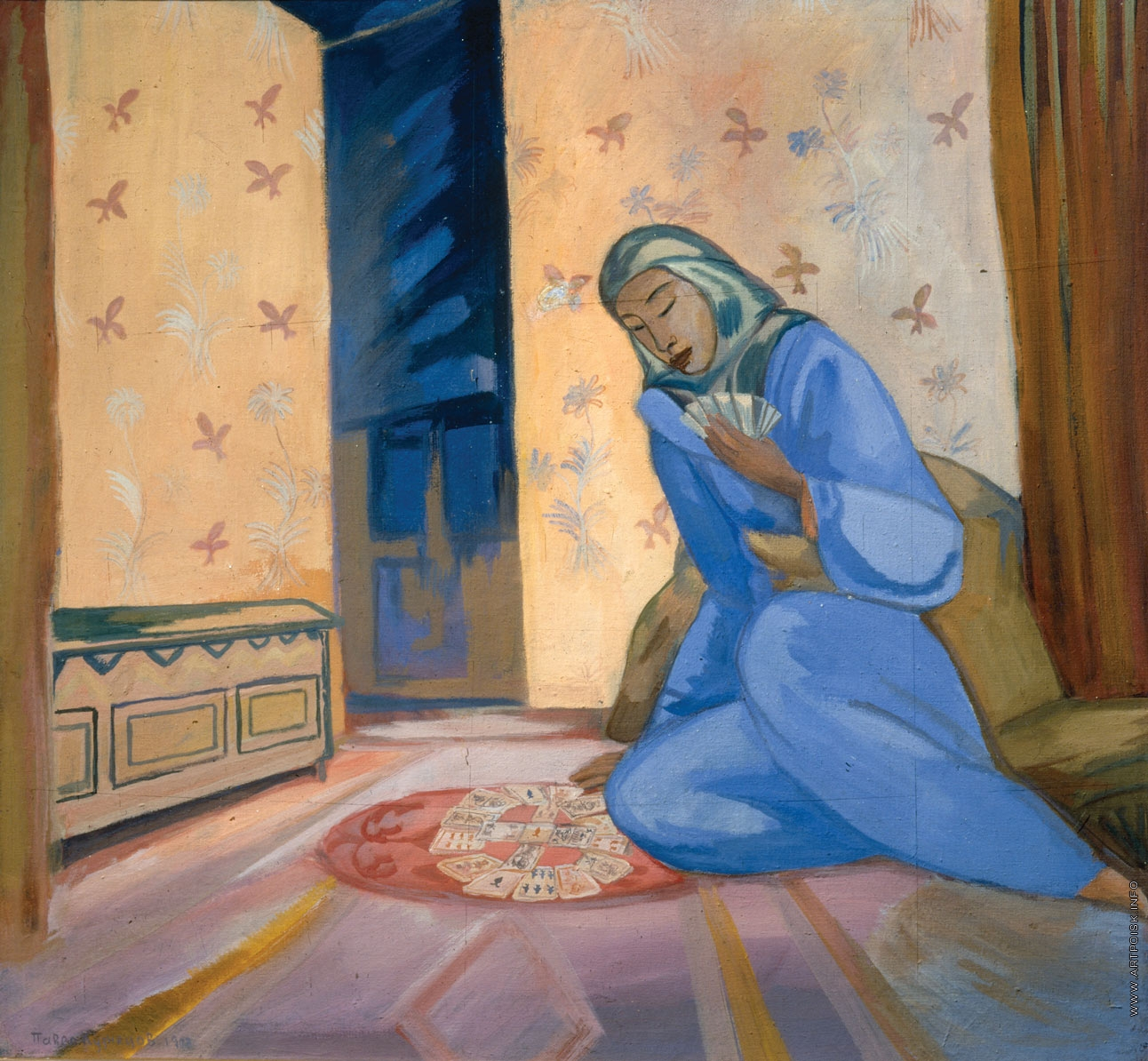
Wahrsagen (1912, Russisches Museum)
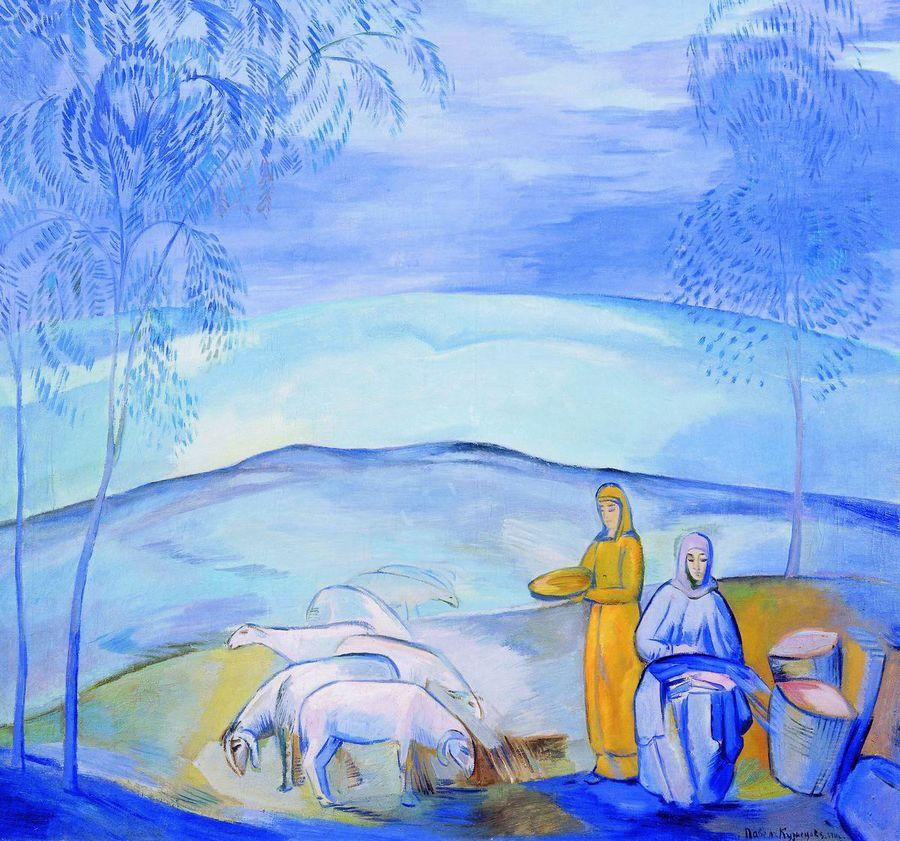
Trugbild in der Steppe (1912)
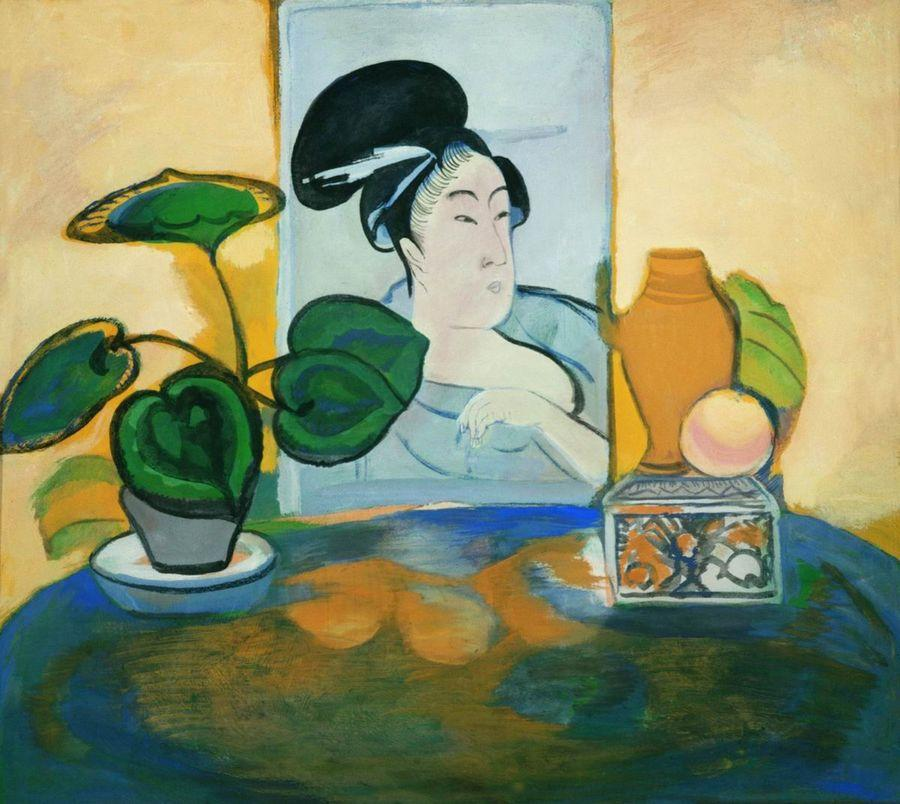
Stillleben mit japanischem Bild (1912)
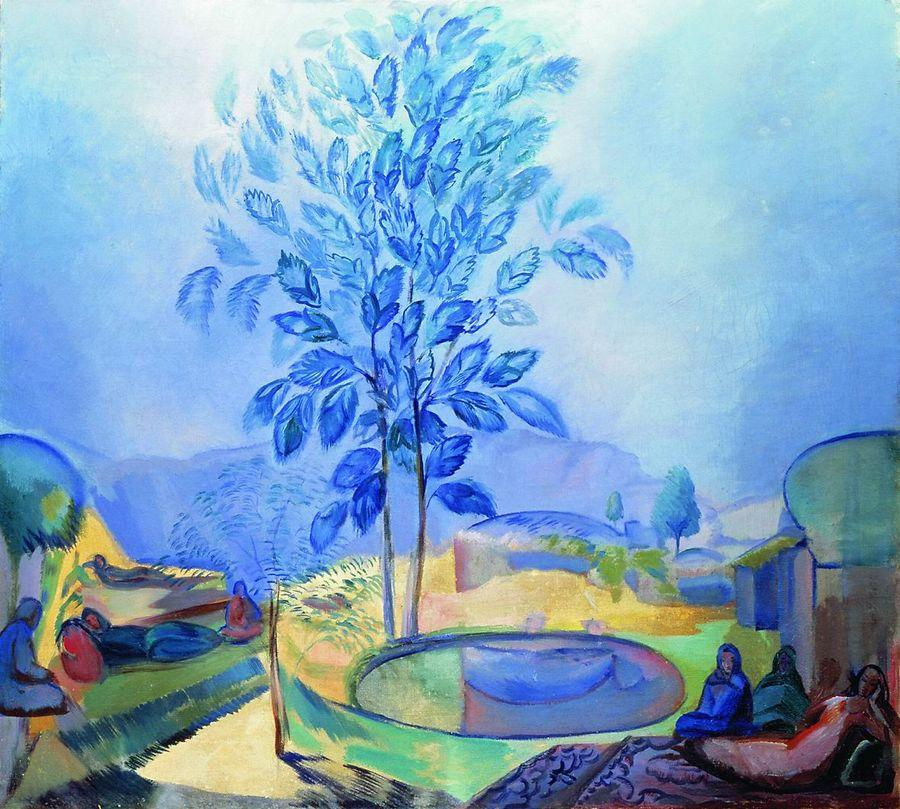
Östliches Motiv (1912/1913)
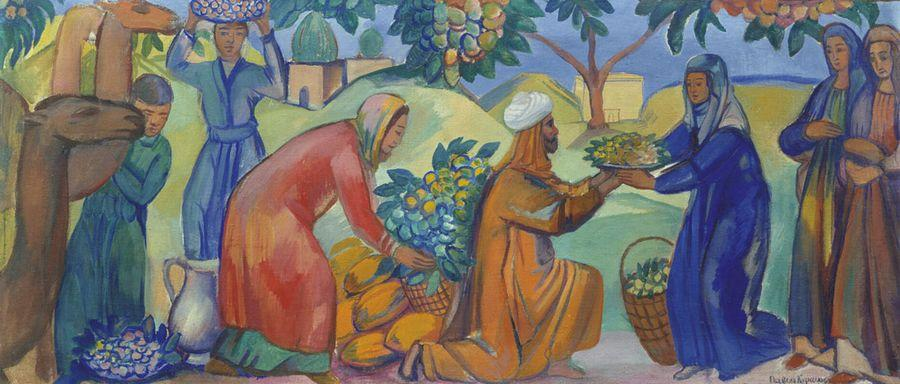
Fruchternte (1913/1914, nicht ausgeführter Entwurf für den Kasaner Bahnhof in Moskau)
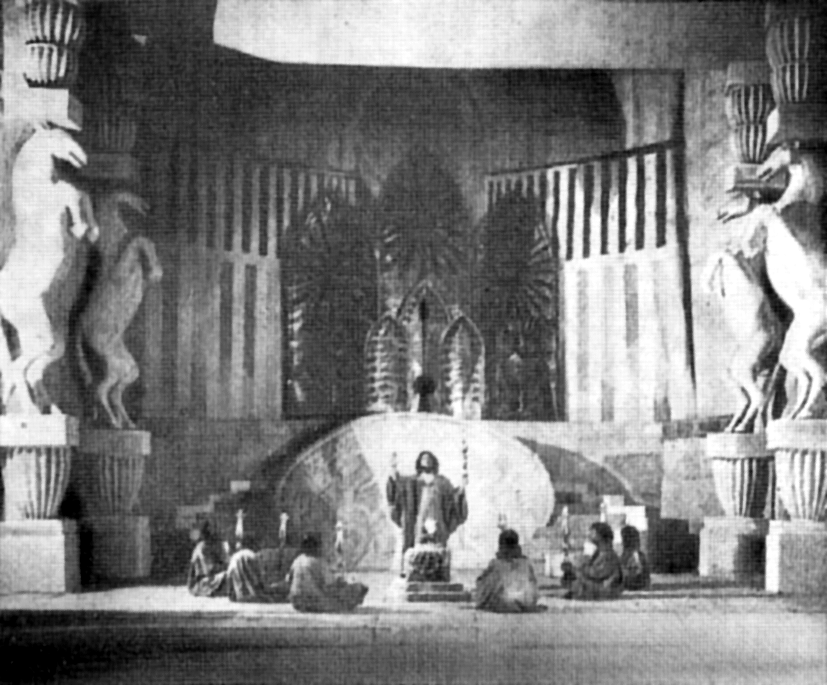
Bühnenbild des Prologs der  Shakuntala-Aufführung (1914, Moskau)